# Municipio de Tolgen
El municipio de Tolgen (en inglés: Tolgen Township) es un municipio ubicado en el condado de Ward en el estado estadounidense de Dakota del Norte. En el año 2010 tenía una población de 29 habitantes y una densidad poblacional de 0,31 personas por km².

## Geografía
El municipio de Tolgen se encuentra ubicado en las coordenadas 48°8′58″N 101°43′30″O / 48.14944, -101.72500. Según la Oficina del Censo de los Estados Unidos, el municipio tiene una superficie total de 92.96 km², de la cual 87,23 km² corresponden a tierra firme y (6,17 %) 5,73 km² es agua.

## Demografía
Según el censo de 2010, había 29 personas residiendo en el municipio de Tolgen. La densidad de población era de 0,31 hab./km². De los 29 habitantes, el municipio de Tolgen estaba compuesto por el 96,55 % blancos, el 3,45 % eran asiáticos. Del total de la población el 0 % eran hispanos o latinos de cualquier raza.